# Crossocerus quadrimaculatus
Crossocerus quadrimaculatus är en stekelart som först beskrevs av Fabricius 1793.  Crossocerus quadrimaculatus ingår i släktet Crossocerus, och familjen Crabronidae. Arten är reproducerande i Sverige.